# Mutel Peak
Der Mutel Peak ist ein 860 m hoher und felsiger Berg im westantarktischen Marie-Byrd-Land. In den Ford Ranges ragt er 3 km südwestlich des Mount Iphigene auf.
Luftaufnahmen der Byrd Antarctic Expedition (1928–1930) und der United States Antarctic Service Expedition (1939–1941), beide unter der Leitung des US-amerikanischen Polarforschers Richard Evelyn Byrd, dienten einer groben Kartierung. Der United States Geological Survey kartierte ihn anhand eigener Vermessungen und Luftaufnahmen der United States Navy aus den Jahren von 1959 bis 1965. Das Advisory Committee on Antarctic Names benannte ihn 1970 nach dem Ionosphärenphysiker Robert Lucien Mutel (* 1946), der 1969 auf der Byrd-Station tätig war.